# Riyad al-Maliki
Riyad Al-Maliki (em árabe: رياض المالكي) (Belém, 1955) é um engenheiro, professor universitário e político palestino, ex-ministro da Informação, porta-voz do governo e atual ministro das Relações Exteriores da Autoridade Nacional Palestiniana.

## Biografia
Formou-se em Engenharia Civil pela Pontifícia Universidade Javeriana na Colômbia em 1978 e obteve o título de Ph.D. em Engenharia Civil pela American University.
Ele atuou como professor na Universidade de Birzeit e foi um dos principais membros da Frente Popular para a Libertação da Palestina. Ele foi o chefe e fundador do Panorama, o "Centro Palestino para a Disseminação da Democracia e Desenvolvimento Comunitário", uma organização não-governamental ativa na sociedade civil palestina. Ele trabalhou no departamento de engenharia da Universidade de Birzeit em 1978 e tornou-se chefe do Departamento de Engenharia Civil da Universidade. Recebeu o Prêmio Europeu da Paz em 2000 em Copenhague e o Prêmio Italiano da Paz (Lombardi) em 2005. É coordenador do Programa Árabe de Apoio e Desenvolvimento da Democracia, que é uma aliança de mais de 12 instituições da sociedade civil. Ele também foi professor visitante em várias universidades europeias.. 
Em 2011, foi assinado um Acordo de Livre Comércio entre o Mercosul e a Palestina, na presença dos chanceleres e presidentes do organismo regional e al-Maliki.